# الأديان على شاشة السينما المصرية
الأديان على شاشة السينما المصرية  كتاب للناقد السينمائي محمود قاسم  صدر عن وكالة الصحافة العربية ناشرون عام 2018 في 475 صفحة. كتاب عن السينما والدين في السينما، ويعرض في الباب الأول الدين على شاشة السينما العالمية منذ بدايتها واهتمام صناع السينما بهذه الأفلام. ويعرض في الباب الثاني الإسلام في السينما المصرية ويفرد لكل فيلم فصلاً منفصلاً يأخذه بالتوثيق والنقد.

## محتوى الكتاب
مقدمة
الباب الأول: الدين والسينما والناس
| - الفصل الأول: الدين في السينما العالمية - الفصل الثاني: ملامح السينما العالمية - الفصل الثالث: الأضرحة والمجاذيب - الفصل الرابع: نداء الله - الفصل الخامس: أهل التقوى - الفصل السادس: عقلانيون.. أم ملاحدة | - الفصل السابع: حملة القرآن وآيات القرآن - الفصل الثامن أو الحجاب السينمائي - الفصل التاسع: الدجالون والشعوذة - الفصل العاشر: متطرفون.. ومؤمنون - الفصل الحادي عشر: (الإرهاب) العنف باسم الدين - الفصل الثاني عشر: الحج | - الفصل الثالث عشر: شهر رمضان - الفصل الرابع عشر: الاحتفاليات الدينية - الفصل الخامس عشر: المسلمون والأقباط في السينما المصرية - الفصل السادس عشر: الحب.. في عشيرة الأقباط - الفصل السابع عشر: اليهود.. دين.. قومية - الفصل الثامن عشر: 3 رسائل إلى الله |

الباب الثاني: الإسلام في السينما
| - الفصل الأول: ظهور الإسلام - الفصل الثاني: انتصار الإسلام - الفصل الثالث: بلال.. مؤذن الرسول - الفصل الرابع: السيد البدوي | - الفصل الخامس: بيت الله الحرام - الفصل السادس: خالد بن الوليد - الفصل السابع: الله أكبر - الفصل الثامن: رابعة العدوية | - الفصل التاسع: هجرة الرسول - الفصل العاشر: فجر الإسلام - الفصل الحادي عشر: الشيماء.. شادية الإسلام - الفصل الثاني عشر: عظماء الإسلام |

## المقدمة
سوف تظل العقيدة محور الاهتمام الأول لدى الإنسان في كل زمان ومكان، وفي عصر السينما شاهد الناس علي الشاشات الكثير ما يخص عقائدهم، وبالنسبة لمصر فإن الإسلام هو المحور الأساسي في أكثر القصص التي نراها، سواء في الأفلام التاريخية، أو في القصص النمطية التي ينتصر فيها الخير على الشر. هذا كتاب عن السينما والدين في مصر، كيف صورت السينما تدين الناس، ومكانة رجال الدين، وكيف نمارس الشعائر من انسان لآخر، وبالطبع العلاقات بين المسلمين وأصحاب العقائد الأخرى تحت نفس السماء، ومكانة الآنبياء، والرموز الدينية التي فوق الجدران تعبر عن علاقة الإنسان بعقيدته، وبالطبع قراءة تحليلية للأفلام التي شاهدها الناس طوال سبعين عاما، والتي صارت من أبرز الاحتفاليات في المناسبات.

## مقتطفات من الكتاب
الدين في السينما العالمية
لو تابع أي مشاهد مجموعة الأفلام التي تذيعها القنوات الفضائية العالمية ليلة الاحتفال بالمناسبات الدينية: عيد الميلاد، أو عيد الفصح. فسوف يروعه ذلك الكم الهائل جدا من الأفلام الدينية الموجودة في جعبة السينما العالمية، خاصة الأمريكية، مما يعكس أهمية هذه الظاهرة في تاريخ السينما، فقد أعطت شركات الإنتاج للدين أهمية تتناسب مع مكانته لدى الناس«، ويتابع الكاتب قائلاً:» في بداية القرن العشرين أنتجت مؤسسات السينما الإيطالية قصصا شبه توراتية مثل «كوفاديس Quo Vadis»، «كابيريا»، وسرعان ما دخلت هوليوود الحلبة وأنتجت في البداية أفلاما ذات طابع ديني ثم بدأ الإنتاج الضخم. وقد تم ظهور فيلم «من مزود الصليب» عدة مرات، ثم شجع مخرجا من طراز جريفث ليقدم أفلام مثل «التعصب» و«جوديث المتبولي»، ثم طابع تجاري مثل «الوصايا العشر The Ten Commandments» و«ملك الملوك The King of Kings» عام 1932، و«علامة الصليب The Sign of the Cross» ثم «شمشون ودليلة Samson and Delilah» عام 1950؛ وفي عام 1956 أعاد إخراج «الوصايا العشرة» ِمرة أخرى.
وفي العشرينات، شاهد الناس فيلما عن "سفينة نوح Noah's Ark"، ثم قدم كينغ فيدور فيلمه "هلليلويا Hallelujah" الذي ظهر فيه أن الزنوج أيضا قوم مؤمنون، وأن الدين لا يفرق بين الجنس واللون، والشعوب. وقد تعاظمت المشاعر الدينية لدى المشاهدين في الثلاثينات بعد نجاح هذه الأفلام، مما شجع على إنتاج المزيد، منها "أغنية المهد Cradle Song" و"جحيم دانتي Dante's Inferno" و"حديقة الله" و"الضوء الأخضر Green Light".  "أبناء المدينة" وقد قام نجوم مشاهير بأداء شخصيات مقدسة ومنهم سبنسر تراسي  وبات أوبريان."
......
السيد البدوي
ينطبق على فيلم «السيد البدوي» لبهاء الدين شرف 1958، كل ما يناسب الفيلم الديني الذي يعتمد في كل أحداثه على شخصية واحدة نتتبع سيرتها منذ لحظة ميلادها، وتكتب كلمة النهاية عند رحيلها. ولكن يبقى هذا الفيلم الأكثر واقعية وعقلانية من بين كافة الأفلام الدينية المصرية، خاصة فيما يتعلق بالكرامات التي تتحقق على يدي صاحب هذه الشخصية. ومع أول الفيلم نحس أننا أمام عمل يختلف. فلأول مرة في تاريخ السينما، وربما لآخر مرة يتذكر مجموعة من المراجع التي تم الاستناد اليها في قص هذه القصة.
........
خالد بن الوليد
في فيلم «خالد بن الوليد» الذي أخرجه وقام ببطولته حسين صدقي  عام 1958  هو أحد الأفلام المصرية القليلة التي تبدأ أحداثها مع بداية البعثة المحمدية، باعتبار أن أغلب الأفلام الأخرى قد بدأت وقائعها قبل الرسالة بفترات متباينة. كما أنه أحد الأفلام القليلة التي لم تتبع سيرة الشخصية التي تتناولها منذ ميلادها.
.......
رابعة العدوية
هناك عدة أسباب جعلت من شخصية المتصوفة «رابعة العدوية» مادة جذابة للسينما، لدرجة أنه أنتج عنها فيلمان في سنة واحدة هي 1962 حتى وإن عرضا في عامين متتاليين هما: «شهيدة الحب الإلهي» لعباس كامل، و«رابعة العدوية» لنيازي مصطفى.
أنتبه السينمائيون إلى أن في حياة هذه المرأة ما يناسب صناعة فيلم تاريخي - ديني ناجح، بعد النجاح الذي حققه المسلسل الإذاعي الذي قامت ببطولته سميحة أيوب في نهاية الخمسينات وغنت فيه أم كلثوم مجموع الأغنيات التي سمعناها في الفيلم الذي أخرجه نيازي مصطفى.

## نقد وتعليقات
كتبت الشيماء أحمد فاروق على موقع صحيفة الشروق في 31 يوليو 2022: «أوضح قاسم، في كتابه، أن في السنوات التي ازدهرت فيها السينما العالمية المهتمة بالتاريخ الديني كانت السينما المصرية قد دخلت الحلبة، حيث شهد إنتاج أول فيلم ديني عام 1951 (تشير إلى فيلم» ظهور الإسلام" للمخرج إبراهيم عز الدين تأليف طه حسين)، وكان الأخير من بين ثلاثة عشر فيلماً هو الشيماء عام 1972"، وتواصل الكاتبة: «يقول علي أبو شادي في كتابه» سحر السينما" إن تقع على المناظر - الديكور- مسؤولية خاصة أمام المخرج ذلك أنه يتحمل مسئولية نقل أحداث موضوع الفيلم بصورة مقنعة والعمل على أن تكون الخلفية التي تدور أمامها الأحداث قادرة على أن تضيف إلى الإيهام السينمائي وأقرب ما تكون إلى التصديق."

## وصلات خارجية
https://archive.org/details/20201030_20201030_2237 الأديان على شاشة السينما المصرية
https://www.neelwafurat.com/itempage.aspx?id=egb252641-5268122&search=books الأديان على شاشة السينما المصرية